# Jadis
Jadis — музыкальная группа из Великобритании, основанная в 1986 году и исполняющая нео-прогрессивный рок.

## История
Музыкальный коллектив Jadis был образован в 1986 году гитаристом и вокалистом Гэри Чендлером и барабанщиком Стивеном Кристи. В 1988 году Jadis разогревали известную прогрессив-рок-группу Marillion во время их гастролей. В 1989 году сами Jadis выступают в роли хедлайнеров, отыграв концерт в легендарном клубе Marquee. Музыканты работают над демо-записями с участием гитариста Marillion Стива Ротери, но из-за частых смен в составе выпуск дебютного альбома группы задержался на два года.
Лишь в 1992 году группа выпускает свой первый альбом More Than Meets the Eye на инди-лейбле Giant Electric Pea. В записи песен приняли участие приглашённые музыканты из группы IQ, клавишник и флейтист Мартин Орфорд, а также бас-гитарист Джон Джовитт. В следующем году коллектив выпустил мини-альбом Once upon a Time, а вслед за ним вторую полноформатную пластинку Across the Water, сопровождавшуюся масштабным турне по Европе. Вскоре на смену Орфорду и Джовитту, занятым выступлениями с Джоном Уэттоном, пришли клавишник Майк Торр и бас-гитарист Стив Хант, с которыми были записаны мини-альбом Once or Twice (1996), студийный альбом Somersault (1997) и концертный альбом As Daylight Fades (1998).
После двухлетнего перерыва в 2000 году группа воссоединилась в «классическом» составе и выпустила ряд пластинок, включая лонгплей Understand (2000), сборник Medium Rare (2001), концертный альбом Alive Outside (2002) и пятый студийный альбом Fanatic (2003). Впоследствии состав группы менялся ещё не раз, из группы то уходил, то возвращался Мартин Орфорд, но основным действующим лицом коллектива оставлся Гэри Чендлер. В 2016 году вышел девятый альбом Jadis No Fear Of Looking Down.

## Состав

### Действующий состав
- Гэри Чендлер — вокал, гитара (с 1980)
- Стив Кристи — ударные (1997—2000, с 2016)
- Мартин Орфорд — клавишные, флейта (1982—1997, 2000—2006, с 2016)
- Энди Марлоу — бас (с 2006)

### Бывшие участники
- Пит Элвин — ударные (1985—1988)
- Ник Мэй — бас (1980—1981, 1990—1991)
- Тревор Докинс — бас (1982—1989)
- Стив Хант — бас (1997—2000)
- Джон Джовитт — бас (1991—1997, 2000—2006)
- Лес Маршалл — гитара (1982—1986)
- Марк Райдаут — ударные (1982—1985)
- Пол Элвин — ударные (1985—1988)
- Мар Ло — ударные (1988—1989)
- Пит Сэлмон — клавишные (1986—1989)
- Майк Торр — клавишные (1997—2000)
- Джюли Риси — клавишные (2006—2007)
- Арман Варданян — клавишные (2007—2016)

## Дискография

### Студийные альбомы
- 1992 — More Than Meets the Eye
- 1994 — Across the Water
- 1997 — Somersault
- 2000 — Understand
- 2003 — Fanatic
- 2006 — Photoplay
- 2012 — See Right Through You
- 2016 — No Fear of Looking Down
- 2024 — More Questions Than Answers

### Мини-альбомы
- 1993 — Once Upon a Time (EP)
- 1996 — Once or Twice (EP)
- 2000 — Racing Sideways (промо-EP в поддержку Understand)
- 2003 — The Great Outside (промо-EP в поддержку Fanatic)

### Концертные альбомы
- 1998 — As Daylight Fades
- 2001 — Alive Outside
- 2003 — View from Above (DVD)

### Сборники
- 2001 — Medium Rare[3]